# Io diventerò qualcuno
Io diventerò qualcuno è un singolo del rapper italiano Caparezza, pubblicato nel 2009 come quarto estratto dal quarto album in studio Le dimensioni del mio caos.

## Descrizione
Io diventerò qualcuno condanna l'esibizionismo che attraversa la società, ipotizzando che i personaggi della televisione (in particolare partecipanti a reality e conduttori) si riuniscano in un unico partito: "Il fronte dell'Uomo Qualcuno". Questo partito cerca di vincere le elezioni con atti di esibizionismo, come la costruzione dello "Spazioporto di Puglia", un'enorme stazione spaziale inutile alla maggior parte della popolazione, ma allo stesso tempo in grado di meravigliare i più e convincere a votarli.

## Video musicale
Il videoclip di questo brano è stato girato a Bitonto, nel Teatro Traetta.

## Formazione
Musicisti
- Caparezza – voce
- Rino Corrieri – batteria acustica
- Giovanni Astorino – basso elettrico, violoncello
- Alfredo Ferrero – chitarra, banjo
- Gaetano Camporeale – Fender Rhodes, Wurlitzer, Hammond, fisarmonica
- I Cantori Nesi – cori
  - Roberta Magnetti
  - Roberta Bacciolo
  - Elena Bacciolo
  - Marino Paira
  - Silvano Borgata
  - Claudio Bovo
  - Bip Gismondi
- Davide Lepore – voce dello speaker radiofonico

Produzione
- Carlo U. Rossi – produzione artistica, registrazione, missaggio
- Caparezza – produzione artistica, preproduzione
- Claudio Ongaro – produzione esecutiva
- Antonio Baglio – mastering